# Kokei Kobayashi
Pour les articles homonymes, voir Kokei (homonymie).
Kokei Kobayashi (小林 古径, Kobayashi Kokei), pseudonyme de Shigeru Kobayashi (小林 茂, Kobayashi Shigeru) est un peintre japonais des XIXe et XXe siècles, né le 11 février 1881 à Takada (devenue Jōetsu en 1971) dans la préfecture de Niigata, mort le 3 avril 1957.

## Biographie
Kokei Kobayashi est un peintre néoclassique. À l'âge de seize ans, il vient à Tokyo et entre dans l'atelier du peintre Hankō Kajita (1870-1917) et, dès 1912, il expose au Salon du Ministère de l'Éducation (Bunten). En 1922, il fait un voyage en Europe. Il devient membre de l'Académie Impériale des Beaux-Arts, puis de l'Académie des Beaux-Arts. Professeur à l'Université des arts de Tokyo, il reçoit la médaille de la Culture.

## Influence de style

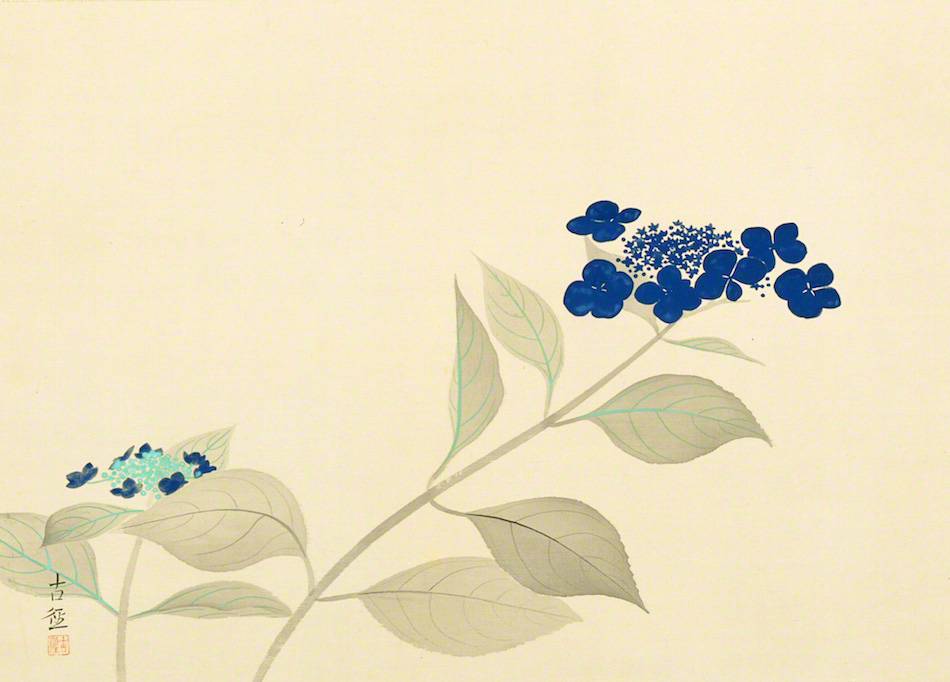
Hydrangea, 52.7 x 73.0 cm. Tokyo Fuji Art Museum.

La peinture occidentale qu'il a l'occasion de voir lors de son séjour en Europe a une influence déterminante sur son style : il s'oriente alors vers un néoclassicisme où se mêle des techniques occidentales et des motifs décoratifs proprement orientaux.